# Garotas do ABC
Garotas do ABC é um filme brasileiro de 2003, dirigido por Carlos Reichenbach.

## Sinopse
Em São Bernardo, cidade do ABC paulista, região de fábricas têxteis e metalúrgicas, um grupo de operárias vive seu cotidiano de intenso trabalho, sonhos e ilusões. A principal delas, Aurélia, é fã do ator Arnold Schwarzenegger e adora homens fortes e musculosos. Seus problemas começam quando ela se apaixona por Fábio, um musculoso neonazista que integra uma gangue que vive praticando atentados contra negros e nordestinos.
Entre as demais personagens femininas, algumas se destacam: a operária Paula Nélson, que é assediada por um líder sindical, ao mesmo tempo em que tenta manter a harmonia entre as meninas da fábrica; Antuérpia, que aos 38 anos tenta iniciar-se na profissão de tecelã; e a casta Suzana, apaixonada pelo patrão. Ela parece sentir prazer com os pequenos acidentes de trabalho que sofre e deixam marcas em seu corpo, além de garantir um bom dinheiro a título de indenização. Entre os protagonistas masculinos o mais desprezível é Salesiano de Carvalho, o líder dos neonazistas e mentor intelectual da série de atentados que eles praticam contra nordestinos e negros.

## Elenco
- Michelle Valle - Aurélia Schwarzenega
- Vanessa Alves - Antuérpia
- Natália Lorda - Paula Nélson
- Luciele di Camargo - Suzana
- Vanessa Goulart - Marcinha
- Fernanda Carvalho Leite - Lucineide
- Márcia de Oliveira - Nelinha
- Viviane Porto - Indalércia
- Lina Agifu - Kinuyo
- Kelly de Bertolli - Nair
- Ana Cecília Costa - Carmo
- Mariana Loureiro - Natália
- Antonio Pitanga - Aurélio de Souza
- Rocco Pitanga - Adílson
- Ângela Correa - Tia Teresa
- Neide de Deus - Senhora Avelina
- Fernando Pavão - Fábio Tavares
- Selton Mello - Salesiano de Carvalho
- Dionísio Neto - André Luiz Oliveira
- Eduardo Sofiatti - Nicanor
- Milhem Cortaz - Alemão
- Fábio Ferreira Dias - Ruggero
- Paulo Bordhin - Fineza
- Alessandro Azevedo - Maleita
- Marcelo Bortotto - Guy
- Ênio Gonçalves - Nelson Torres
- Adriano Stuart - Oswaldo Sampaio
- Vera Mancini - Sofia
- Fafá de Belém - Solange
- Mii Saki